# John Gurdon
Sir John Bertrand Gurdon (Dippenhall 2. listopada 1933.) je britanski biolog, profesor na Sveučilištu u Cambridgeu i pionir u istraživanju nuklearne transplantacije i kloniranja. Dobitnik je Nobelove nagrade za fiziologiju ili medicinu za 2012. 

## Životopis
Sir John B. Gurdon rođen je 1933. u Dippenhallu, u Ujedinjenom Kraljevstvu. Doktorirao je na Sveučilištu u Oxfordu 1960. godine. Tijekom bogate karijere znanstvenika istraživača, Gurdon je bio suradnik na postdoktorskim studijima u Kalifornijskom institutu za tehnologiju, profesor na Sveučilištu u Cambridgeu i dr. Gurdona je dodjela Nobelove nagrade za fiziologiju ili medicinu 2012. zatekla na dužnosti profesora Gurdonova instituta na Sveučilištu u Cambridgeu.
John Gurdon je u svojim istraživanjima izdvojio jezgru jedne nezrele jajne stanice žabe i zamijenio je jezgrom specijalizirane zrele crijevne stanice uzete od punoglavaca. Tako modificirano jaje razvilo se u normalnog punoglavca. To je pokazalo da je DNK zrele stanice još uvijek imala sve informacije potrebne da se nezrela stanica razvije u žabu. Naknadni nuklearni transfer, zasnovan na ovim eksperimentima, generirao je kloniranog sisavca. Ovo revolucionarno otkriće Johna Gurdona potpuno je promijenilo pogled na razvoj i specijalizaciju stanice.